# Seksuele slavernij
Seksuele slavernij is een vorm van slavernij waarbij de slachtoffers langdurig onvrijwillig seksuele handelingen moeten verrichten. Vaak is seksuele slavernij een voortvloeisel van vrouwenhandel, maar ook kinderen en mannen kunnen slachtoffer zijn.
Seksuele slavernij is in Nederland strafbaar gesteld als mensenhandel in artikel 273f Wetboek van Strafrecht (Nederland) (tot 2005 250a, vervolgens tot 2006 273a).
Op 7 november 2019 werd de Congolese warlord Ntaganda door het Internationaal Strafhof in Den Haag veroordeeld tot een gevangenisstraf van 30 jaar, de zwaarste straf die dit Hof tot dusver in zijn bestaan had uitgesproken. Dit betrof de eerste veroordeling voor (onder meer) seksuele slavernij door het strafhof.